# Juncus acutus
Juncus acutus är en tågväxtart som beskrevs av Carl von Linné. Juncus acutus ingår i släktet tåg, och familjen tågväxter. Inga underarter finns listade i Catalogue of Life.

## Bildgalleri

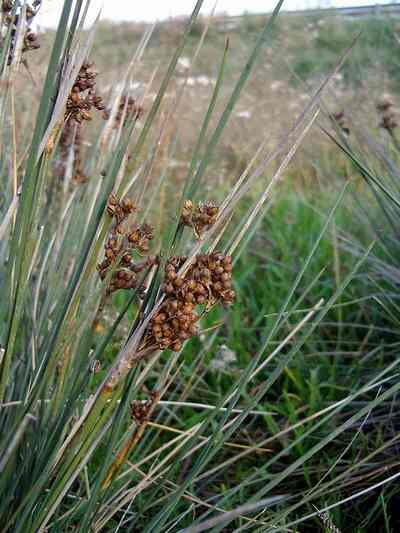
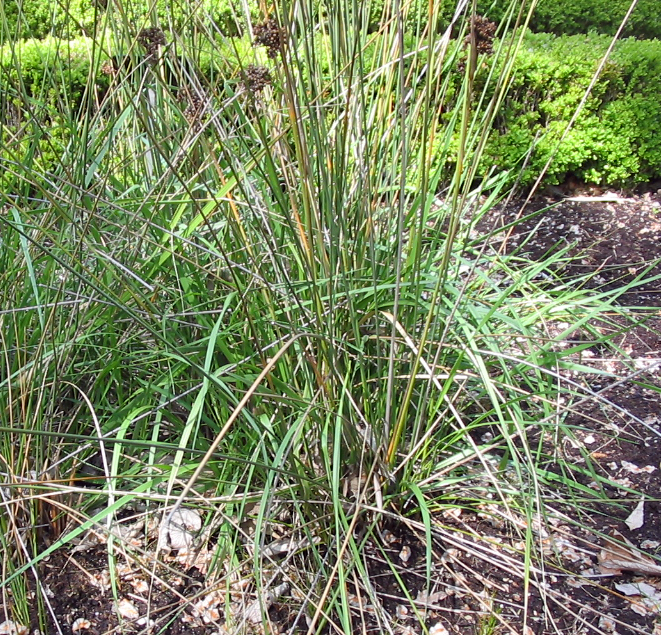
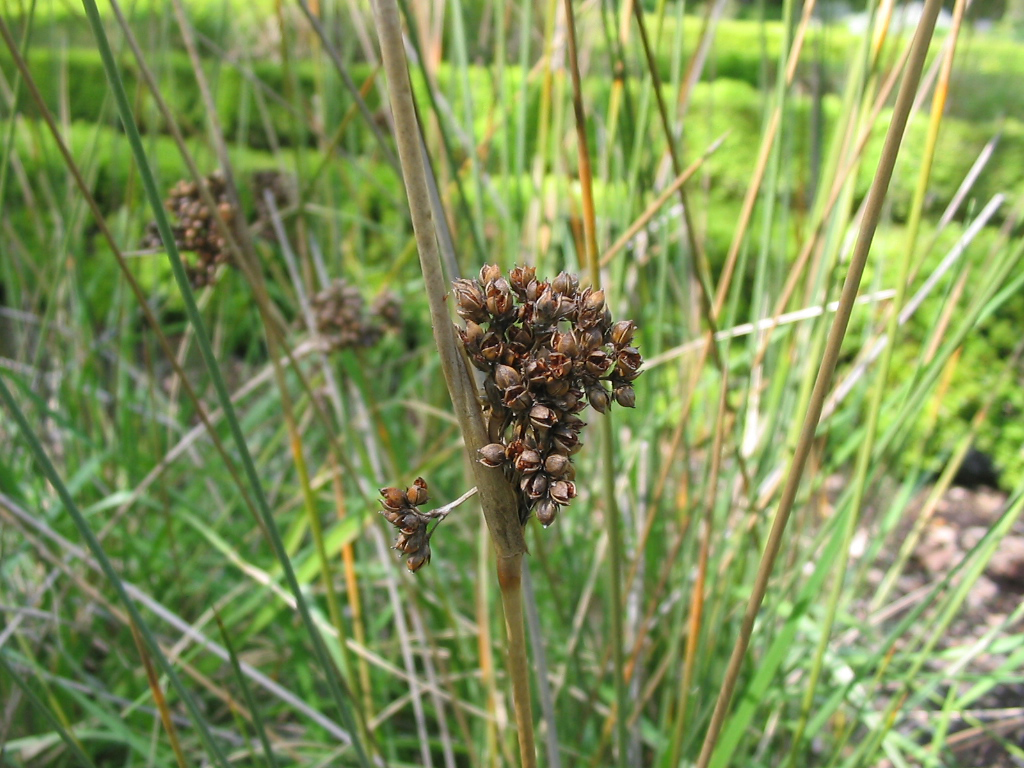
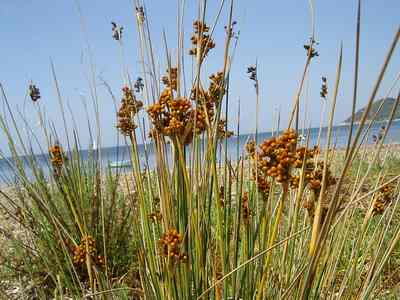
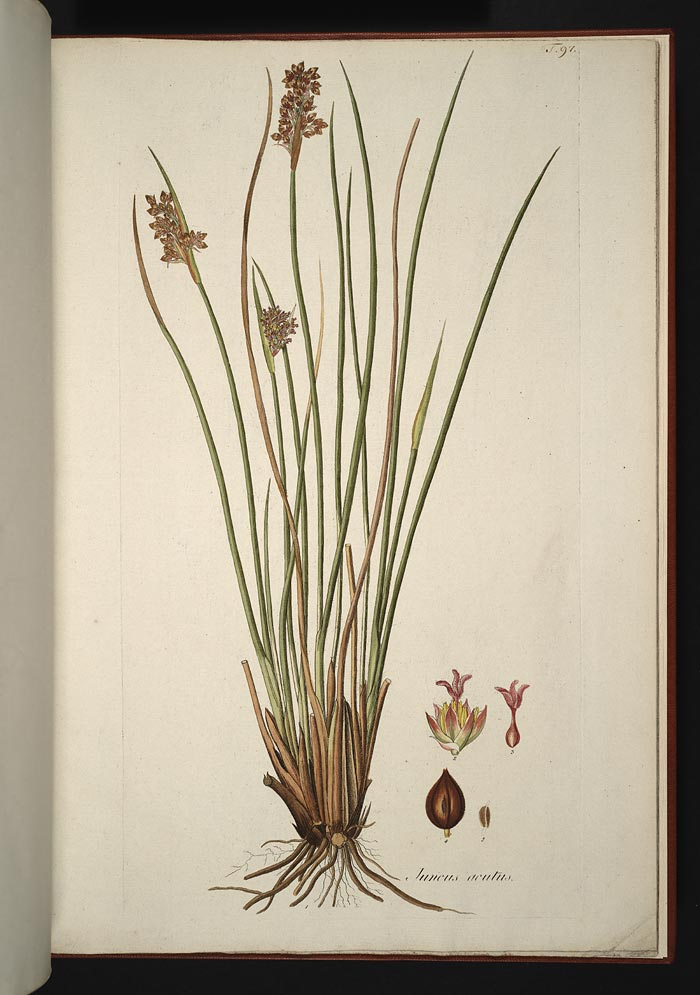
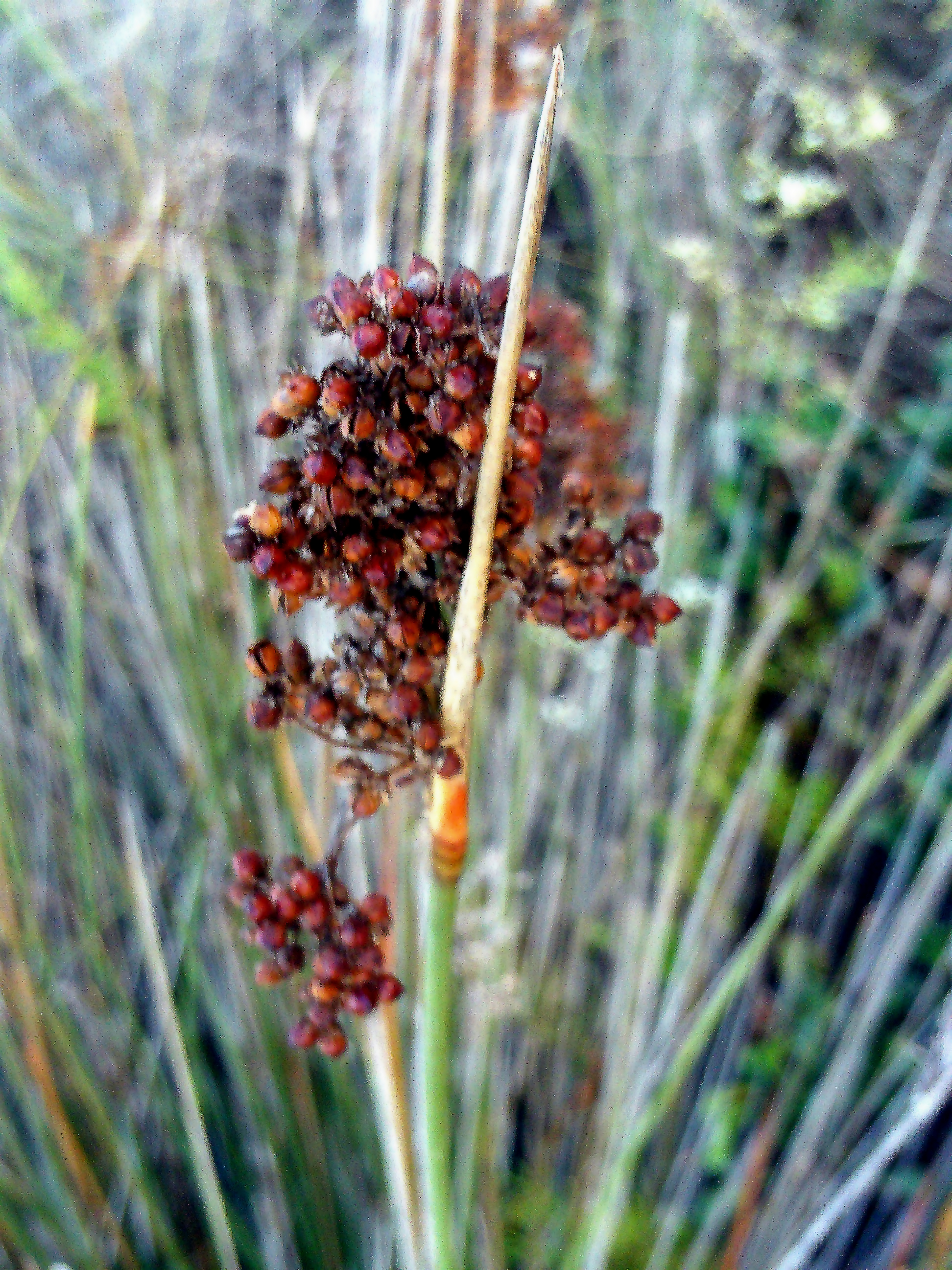